# Основы социальной концепции Русской православной церкви
Основы социальной концепции Русской православной церкви — официальный документ Русской православной церкви, утверждённый на юбилейном Архиерейском соборе 2000 года.

## Задачи и предмет документа
«Настоящий документ, принимаемый Освященным Архиерейским Собором Русской Православной Церкви, излагает базовые положения её учения по вопросам церковно-государственных отношений и по ряду современных общественно значимых проблем. Документ также отражает официальную позицию Московского Патриархата в сфере взаимоотношений с государством и светским обществом. Помимо этого, он устанавливает ряд руководящих принципов, применяемых в данной области епископатом, клиром и мирянами.

Характер документа определяется его обращенностью к нуждам Полноты Русской Православной Церкви в течение длительного исторического периода на канонической территории Московского Патриархата и за пределами таковой. Поэтому основным его предметом являются фундаментальные богословские и церковно-социальные вопросы, а также те стороны жизни государств и обществ, которые были и остаются одинаково актуальными для всей церковной Полноты в конце XX века и в ближайшем будущем».— Основы социальной концепции Русской Православной Церкви, Преамбула.

## Содержание документа
Основы социальной концепции состоят из 16 разделов, каждый из которых освещает ту или иную общественно значимую проблему, сторону жизни государства и общества:
- I. Основные богословские положения
- II. Церковь и нация
- III. Церковь и государство
- IV. Христианская этика и светское право
- V. Церковь и политика
- VI. Труд и его плоды
- VII. Собственность
- VIII. Война и мир
- IX. Преступность, наказание, исправление
- Х. Вопросы личной, семейной и общественной нравственности
- XI. Здоровье личности и народа
- XII. Проблемы биоэтики
- XIII. Церковь и проблемы экологии
- XIV. Светские наука, культура, образование
- XV. Церковь и светские средства массовой информации
- XVI. Международные отношения. Проблемы глобализации и секуляризма

## Хронология подготовки
В февральском номере «Журнала Московской Патриархии» за 1990 год был опубликован доклад архиепископа Смоленского и Калининградского Кирилла (Гундяева) «Церковь в отношении к обществу в условиях перестройки». Документ и концептуально, и структурно, и содержательно представляет собой набросок будущих Основ социальной концепции Русской православной церкви. Тем не менее, Русская православная церковь нуждалась в полноценном документе, который отражал бы общецерковный взгляд на вопросы церковно-государственных отношений и проблемы современного общества в целом. Архиерейский собор РПЦ в декабре 1994 года поручил Священному Синоду создать рабочую группу для выработки проекта такого документа с последующим представлением его на обсуждение Собора (Определение «О взаимоотношениях Церкви с государством и светским обществом на канонической территории Московского Патриархата в настоящее время», п. 11).
В заседаниях 11 октября 1996 года и 17 февраля 1997 года Священный Синод Русской Православной Церкви утвердил состав и одобрил методы работы Синодальной рабочей группы по выработке Концепции Русской Православной Церкви по вопросам церковно-государственных отношений и проблемам современного общества в целом. В группу вошли архиереи и клирики РПЦ, профессора духовных школ, сотрудники синодальных отделов — всего 26 человек. С января 1997 года начались рабочие заседания. Большая их часть проводилась в сокращенном составе, то есть без иногородних членов, которым, однако, рассылались подготовленные проекты разделов для внесения предложений и поправок. При необходимости к работе привлекались эксперты в различных областях знаний. Организационное обеспечение деятельности группы производил Отдел внешних церковных сношений Московского патриархата.
Состоялось около 30 заседаний рабочей группы. Предварительные результаты подготовки концепции обсуждались на Богословской конференции Русской Православной Церкви «Православное богословие на пороге третьего тысячелетия» (7-9 февраля 2000 года) и на специально организованном для этой цели симпозиуме «Церковь и общество — 2000», который состоялся в Московском Даниловском монастыре 14 июня 2000 года с участием около 80 представителей различных церковных, государственных и общественных институтов. Замечания и предложения, высказанные в ходе этих обсуждений, были учтены при доработке проекта концепции.
Проект был рассмотрен и одобрен (с внесением некоторых поправок) на заседании Священного Синода 19 июля 2000 года. При этом документ получил название «Основы социальной концепции Русской Православной Церкви». Деятельность группы по подготовке документа была признана завершённой.
Окончательно документ был принят на Юбилейном Архиерейском соборе, прошедшем в августе 2000 года:

1. Утвердить «Основы социальной концепции Русской Православной Церкви», излагающие базовые положения её учения по вопросам церковно-государственных отношений и по ряду современных общественно значимых проблем. Считать данный документ отражающим официальную позицию Московского Патриархата в сфере взаимоотношений с государством и светским обществом.
2. Синодальным учреждениям, епархиям, монастырям, приходам и другим каноническим церковным подразделениям, а также клирикам и мирянам руководствоваться «Основами социальной концепции» во взаимоотношениях с государственной властью, различными светскими объединениями и организациями, внецерковными средствами массовой информации. Употреблять указания данного документа в пастырской практике, связанной с новыми явлениями жизни общества. Полагать полезным принятие церковным Священноначалием на основе этого документа определений по различным более конкретным вопросам.
3. Включить «Основы социальной концепции Русской Православной Церкви» в учебный процесс в духовных школах Московского Патриархата.

4. Считать необходимым ознакомление с данным документом всех священнослужителей и мирян Русской Православной Церкви, для чего издать его достаточным тиражом и опубликовать в компьютерной сети Интернет.— Определение юбилейного Архиерейского собора об «Основах социальной концепции Русской Православной Церкви».

## Сложности при подготовке документа
По словам председателя отдела внешних церковных сношений Московского патриархата митрополита Кирилла (Гундяева), «задача подготовки такого текста оказалась непростой. Ведь никогда прежде не существовало официального церковного документа, в котором бы была сформулирована и систематизирована позиция Церкви по широкому кругу проблем, имеющих отношение к жизни общества, причём не только в Русской Церкви, но и в других Автокефальных Православных Церквах. Позиция Священноначалия по некоторым острым вопросам современности была ранее выражена, но она нуждалась в кодификации. Накопилось много и таких вопросов, на которые не был дан ясный церковный ответ; да и не все ответы, уместные в прошлом, могут применяться сегодня».

## Значение документа

### В деле воссоединения сРусской зарубежной церковью
«Основы социальной концепции» представили ответ Русской православной церкви на целый ряд важных вопросов современности. Среди них был получен ответ и на вопрос об отношении к так называемому «сергианству», что дало возможность представителям Русской зарубежной церкви начать переговоры о воссоединении с Церковью в Отечестве. Архипастыри и пастыри РПЦЗ неоднократно высказывали своё мнение о той положительной роли, которую сыграли «Основы социальной концепции» в процессе воссоединения Русской православной церкви. Так,  епископ Домодедовский Евтихий (Курочкин), викарий Московской епархии (некогда епископ Ишимский и Сибирский РПЦЗ) заявил:
Вопрос о «сергианстве» — лояльности светской власти — думаю, исчерпан в полной мере в «Основах социальной концепции» Московского патриархата. Действительно, редко где в мире Церковь имеет возможность свободного выражения своих убеждений перед светской властью. Даже такое дипломатичное выступление Святейшего Патриарха в Европарламенте вызвало достаточно негативное отношение. У нас в России это невозможно. Кто-то обиделся и выставил претензии Святейшему Патриарху за то, что он поднимает вопросы нравственности и защищает право христиан защищать нравственность, быть христианами и жить по закону Божиему. В европейских странах это вызывает протест, противодействие. Так что о каком тут «сергианстве» говорить?.
Протоиерей Пётр Перекрестов, ключарь кафедрального собора во имя иконы Божией Матери «Всех скорбящих Радость» (Сан-Франциско) напомнил, что «совместное осмысление пройденных двумя частями Русской Церкви путей» стало возможным после того, как Архиерейский собор Русской православной церкви 2000 года канонизировал Царскую семью и принял Основы социальной концепции, отражающие позицию Церкви по вопросам церковно-государственных отношений. В 2003 году Архиерейский собор РПЦЗ принял решение о создании комиссии по переговорам с Московским патриархатом. А спустя год состоялся исторический визит в Россию первоиерарха РПЦЗ митрополита Лавра.

## Переводы на языки мира

### Английский
Bases of the Social Concept of the Russian Orthodox Church

### Болгарский
Издание на болгарском языке подготовлено и осуществлено Подворьем РПЦ в Софии при содействии Московского культурно-делового центра «Дом Москвы в Софии». Презентация издания состоялась 26 ноября 2007 года в Софии.

### Немецкий
Документ был переведён на немецкий язык под названием «Die Grundlagen der Sozialdoktrin der Russisch-Orthodoxen Kirche». Перевод выполнила Христина Христова, а редакцию, введение и комментарии подготовили Йозеф Тезинг (Josef Thesing) и Рудольф Уэрц (Rudolf Uertz). Издание было создано в 2000—2001 годах по заказу Фонда имени Конрада Аденауэра в рамках исследовательского проекта «Социальное учение Русской Православной Церкви» на кафедре политических наук II факультета истории и социальных наук профессора Карла Графа Баллестрема в сотрудничестве с Центральным институтом исследований Центральной и Восточной Европы. Сотрудники проекта: докторант Константин Костюк (Москва), докторант Христиана Христова (София); Петра Юрц (редакция); руководитель: доктор медицинских наук Рудольф Юрц. В 2022 году издательство Hagia Sophia выпустило второе издание книги.

### Сербский
Авторы перевода: коллектив переводчиков и редакторов во главе с епископом Бачским Иринеем (Буловичем). Издательство: издательство Бачской епархии «Беседа» при финансовой поддержке Министерства по делам религии Сербии.
Презентация издания осуществлена в столице Сербии Белграде 24 марта, а также в г. Нови-Сад 20 мая 2007 года. Основы социальной концепции РПЦ включены в список обязательной литературы для студентов Богословского факультета в Белграде.

### Французский
Авторы перевода:
- Клер Жуньеви-Черникина (Claire Jounievy-Chernikina) — первая версия Архивная копия от 6 ноября 2007 на Wayback Machine, опубликованная на сайте Представительства РПЦ при европейских международных организациях;
- священник Иакинф Дестивель (Hyacinthe Destivelle), иеромонах Александр (Синяков) и Клер Черникина — вторая версия, опубликованная в Éditions du Cerf (см. ниже).

Издатель: крупнейшее издательство религиозной литературы Франции Éditions du Cerf, Научно-церковный центр «Истина».
Выпуск в продажу: 11 октября 2007 года.
Презентация французского перевода состоялась в Париже 12-13 ноября 2007 г.

### Чешский
Издание было переведено на чешский язык под названием «Základy sociální koncepce Ruské pravoslavné církve». Издано в серии «Pro Oriente» чешским издательством Pavel Mervart по инициативе Подворья Русской Православной Церкви в Карловых Варах, приурочено к празднованию 30-летия учреждения Подворья при русском храме во имя святых апостолов Петра и Павла в Карловых Варах. Презентация издания состоялась в Национальной библиотеке в Праге 29 мая 2009 года.

### Фарси
Авторы перевода: Научные сотрудники Московского государственного лингвистического университета. Перевод был осуществлён по просьбе Отдела внешних церковных связей Московского патриархата Русской Православной Церкви в 2010 году и был презентован 6 октября 2010 года делегацией Русской Православной Церкви в Тегеране на VII заседании Совместной комиссии по диалогу «Ислам — Православие». Экземпляры «Основ социальной концепции Русской Православной Церкви» на фарси были розданы всем участникам встречи.

### Китайский
Документ был переведён на китайский язык под названием «基本社会观 俄罗斯基督正教教会». Авторы перевода: Лидия Родионова, Ван Чэнь, Ван Цзань, Го Цзыжань, Ирина Чжу Фань, С. А. Ерышев, Кирилла Сунь Бо, иерей Алексей Юсупов, Т. В. Ивченко (РГГУ, НИУ ВШЭ). Изданный перевод уникален в своём роде, так как в процессе работы над ним было уделено очень много внимания богословским терминам, переводившимся на китайский язык впервые. Издан в ноябре 2023 года Китайским патриаршим подворьем в Москве при содействии Фонда поддержки христианской культуры и наследия. К переводу также был добавлен справочный аппарат в виде кратких комментариев и списка имён собственных. Цитаты из Священного Писания были взяты из современного протестантского издания, известного как 和合本修 订版. Презентация издания состоялась 6 марта 2024 года в Центре межрелигиозного диалога Всероссийской государственной библиотеки иностранной литературы им. М. И. Рудомино.

## Внешние ссылки
- Документ: «Основы социальной концепции Русской Православной Церкви» Архивная копия от 1 января 2021 на Wayback Machine
- «Церковь и мир — основы социальной концепции Русской Православной Церкви». Доклад митрополита Кирилла на IX Рождественских чтениях, 22 января 2003 г.